# بامبا ساذرلاند
الأميرة بامبا ساذرلاند (29 سبتمبر 1869-10 مارس 1957) كانت العضو الأخير من الأسرة التي حكمت إمبراطورية السيخ في منطقة البنجاب. عادت من موطن طفولتها في إنجلترا إلى لاهور، حيث «عاشت مثل أي أجنبي في مملكة والدها».

## الحياة
كانت بامبا صوفيا جيندان دوليب سينغ الابنة البكر للملك دوليب سينغ وكانت زوجته الأولى بامبا ميولير. وولدت في لندن بتاريخ 29 سيبتمبر 1869، وقد عاشت حياة غير عادية كون والدها حاكم البنجاب وأُحضِرت إلى بريطانيا وهي طفلة تحت رعاية شركة الهند الشرقية بعد انتهاء حرب السيخ الثانية وضم البنجاب لاحقًا في 29 مارس 1849.

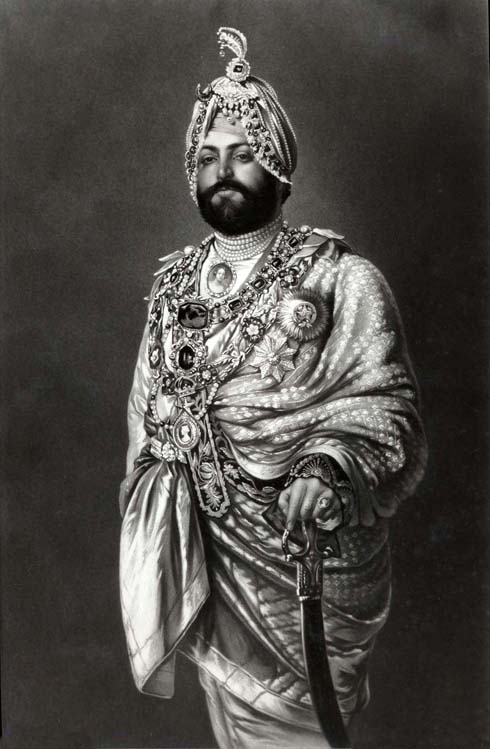
. 1875.الأمير دوليب سيينغ، "الأب"

انفصل الأب المستقبلي لبامبا قسرًا عن والدته ونَشَأ مسيحيًا. وعندما عاد دوليب من دفن والدته في الهند تزوج بفتاة غير شرعية كانت تعمل في مدرسة للتنصير (نشر النصرانية) في القاهرة. وجَلبها معه إلى إنجلترا كزوجته وعاشا حياةً مُترفة وكانا يعرفان ملكة فيكتوريا. وكانت بامبا طفلتهما الأولى وسُميت على اسم والدتها وأم والدتها وأم أبيها على التوالي. ومعنى اسم «بامبا» في العربية اللون الوردي«البمبي». نشأت والدتها في القاهرة وكانت من أصلٍ ألماني وحبشي. عانت جدّةُ بامبا جيند كاور حياة بائسة في الهند بعدما أًخِذَ والد بومبا منها. وفي نهاية المطاف سُمِح لها بالانضمام إلى ولدها في إنجلترا. اجتَمع دوليب بوالدته بعد مَنْحِه إذنًا خاصًا، وسَمَحت له بريطانيا بزيارة الهند للمرة الثانية لدفن رماد والدتِه التي وافتها المنية في بريطانيا رغم أن جسد والدتِه كان يجب أن يبقى كما هو مُتفَقًا عليه في مقبرة كينسال جرين لما يقارب العام. ولم يُسْمح بدفن رماد والدته في لاهور ولكن كان يجب وضعوها في نصب تذكاري في بومباي.عاشت بامبا في قصر إلفيند حتى وفاة والدتها بِفَشلٍ كلوي. وضِعَت هي وبقية أخوانها في رعاية آرثر أوليفانت التي كانت مُلكًا لوالد الملازم العقيد جيمس أوليفانت وكان والدها حارسًا شخصيًا له. وهناك أكملت بامبا تعليمها حتى ذهبت إلى كلية سوميرفيل في جامعة اكسفورد.

## الهند
عندما قررت بامبا زيارة الهند وضعت إعلان لاستئجار رفيقة. والآنسة التي اختيرت ماري أنطوانيت قوتيسمانن كانت مجرية ووالدها مسؤولًا رسميًا في الحكومة المجرية النمساوية والمصالح الثقافية المطلوبة ومن الطبقة الكاثولية الراقية لمدينة بودابست. وقامتا بالعديد من الزيارات للهند ومكثا في لاهور وشملا. وأثناء مرافقة ماري أنطوانيت للأميرة بامبا قابلت اومرا سينغ شير غيل وتزوجا وذهبا للعيش في هنغاريا. وكانت أمريتا شير-جيل وهي رسامة بارزة ابنتهما. استقرت بامبا وحيدة في لاهور وفي نهاية المطاف تزوجت مدير كلية الملك ادوارد الطبية في لاهور الدكتور ديفيد واتيرس سوثرلاند. ومنح أخيرًا في عام 1924 الإذن بدفن رماد جدتها في لاهور، وأشرفت بامبا على عملية نقل رمادها من مومباي حيث وُضِعت هناك عندما زار والدها الهند. وتُوفيت جدتها في الواقع عام 1863 ولكن استغرق الحصول على هذا الإذن سنة كاملة. وكان ذلك مناسبًا كما قابل والدها أمها في القاهرة أثناء طريق عودته من دفن رماد والدته. أودَعت بامبا الرماد في النصب التذكاري لجدها الأمير رانجيت سيينغ. أصبحت سوثرلاند أرملة بعدما وافت المنية زوجها في عام 1939 في لاهور وتزوجت فيما بعد السيد بير كريم بخش. وذكرت بأنها تحلم بمجدها السابق حيث أنها كانت آخر ناجٍ من الأسرة الحاكمة التي مَلَكت البنجاب. وعندما توفيت ذُكِرَ أن جنازتها حَضّرها نائب المفوض السامي للمملكة المتحدة، وفي الواقع رتب زوجها الثاني بير كريم بخش جنازة هادئة وقليل من الضيوف.

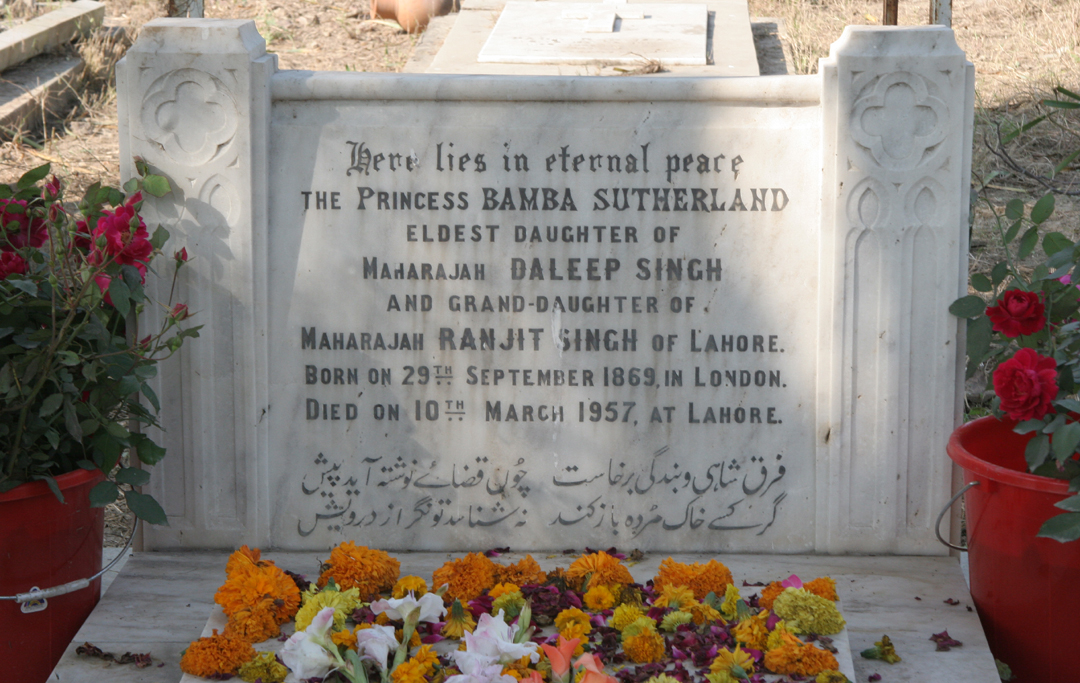
قبرها في لاهور.

## الإرث
توفيت سوثرلاند في 10 مارس 1957 في باكستان. وكونها آخر من بقي من السلالة تركت بامبا كمية كبيرة من الوثائق التاريخية لسكرتيرتها وبير كريم بخش سوبرا في لاهور. تتألف المجموعة على ثمانية عشر لوحة وأربعة عشر لونًا مائيًا واثنان وعشرون لوحة على العاج وعدد من الصور وغيرها من المواد. بِيعَت المجموعة للحكومة الباكستانية واحْتُفظ بها في قلعة لاهور وتعرف بمجموعة الأميرة بامبا.
```
وترجم الشعر الفارسي المكتوب على صخر قبرها كالتالي: 
```

الفرق بين الغنى والفقر يتلاشى
فجأة لحظة كتابة القدر
فلو فتح شخصٌ قبر ميتٍ
لن يستطيعَ تمييز الغَنيٍ عن الفقير